# Chengala
Chengala es una ciudad censal situada en el distrito de Kasaragod en el estado de Kerala (India). Su población es de 15588 habitantes (2011). Se encuentra a orillas del río Chandragiri, a 6 km de Kasaragod y a 51 km de Mangalore.

## Demografía
Según el censo de 2011 la población de Chengala era de 33079 habitantes, de los cuales 7698 eran hombres y 7890 eran mujeres. Chengala tiene una tasa media de alfabetización del 92,31%, inferior a la media estatal del 94%: la alfabetización masculina es del 95,16%, y la alfabetización femenina del 89,58%.